# Pierre Bonnaud (géographe)
Pour les articles homonymes, voir Pierre Bonnaud et Bonnaud.
Pierre Bonnaud, né le 11 novembre 1931 à Chamalières et mort le 15 avril 2023, à Cébazat, est un universitaire français, géographe, lexicographe et auteur auvergnat.
Il était l'un des principaux spécialistes de l'Auvergne, thématique centrale de ses recherches, et notamment de sa géohistoire. La France centrale a aussi une grande importance dans ses travaux.
Il était aussi connu pour ses travaux linguistiques sur l'auvergnat et les différents parlers du centre de la France. Il fournit pour ce dernier, à travers son association Cercle Terre d'Auvergne, un corpus linguistique complet (norme d'écriture, grammaire, dictionnaires). Il a parfois utilisé le nom de plume de Piare Bounaud pour ses écrits en auvergnat.

## Biographie
Pierre Bonnaud a d'abord été maître-assistant en géographie à l'Université Blaise-Pascal de Clermont-Ferrand en 1973.
Il fut membre de l'Institut d'Estudis Occitans du Puy-de-Dôme lors de sa création dans les années 1960-1970.
Il fonde le Cercle occitan d'Auvergne en 1970 qui devient le Cercle Terre d'Auvergne en 1974.

## Travaux et thèses

### Géohistoire
Pierre Bonnaud est un spécialiste de l'histoire des différents espaces de l'Auvergne mais aussi de la France centrale, dont il cherche à mettre l'histoire en avant. Ses travaux sur ce sujet, où il développe l'idée d'une « médioromanie », ont impressionné l'historien Fernand Braudel.
Ses recherches aboutissent à une thèse nommée Terres et langages, peuples et régions qu'il soutient en 1981 à l'université Blaise-Pascal de Clermont-Ferrand. Elle est publiée par le Cercle Terre d'Auvergne. Une forme plus condensée est publiée en 2003 avec l'ouvrage De l'Auvergne : 2 600 ans au cœur de la Gaule et de la France centrale : Essai géo-historique.
Il est aussi à l'origine du concept de Médioromanie, zone géographique culturelle et supralinguistique qui recouvre la France médiane où s'observent des phénomènes propres à cette aire. Il fonde en 2000 pour l'étude de ces espaces du centre de la France le Groupe de Souvigny et en 2001 la revue Médioromanie. Études sur la France médiane.

### Langues

#### Auvergnat

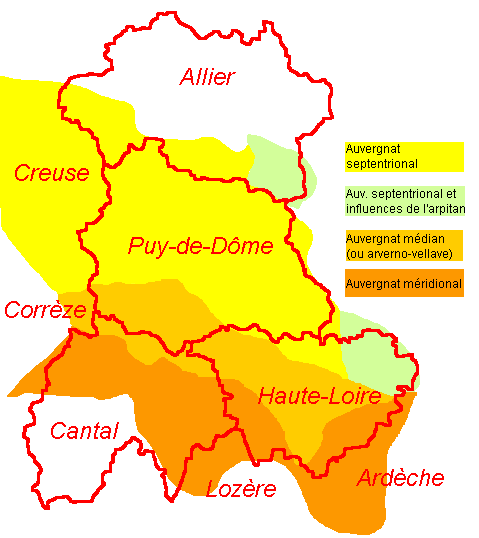
Carte simplifiée de l'aire de l'auvergnat et de ses variantes locales selon Pierre Bonnaud.

Dans les années 1970, après ses travaux sur le nord-occitan, il change de point de vue et promeut un auvergnat envisagé comme une langue à part entière au sein du groupe gallo-roman. Malgré cette hypothèse minoritaire,, ses travaux restent un fonds documentaire des plus importants pour le domaine de l'auvergnat,,
Il crée également une nouvelle graphie pour écrire l'auvergnat : l'« écriture auvergnate unifiée ». Dans cette optique il crée dans les années 1970 la revue Bïzà Neirà et l'association Cercle Terre d'Auvergne.
Selon Domergue Sumien : « L'école bonnaudienne est très paradoxale. D'un côté, la théorie de Bonnaud sur la langue ignore certains concepts de base du structuralisme et ne sait apparemment rien de sociolinguistique ; le tout se mêle à une idéologie vindicative et extrascientifique contre le classicisme et la société modernisée. Mais de l'autre côté, il y a un travail gigantesque de collectage, de débroussaillage et de publication qu'on doit saluer pour son ampleur et pour l'intérêt des informations qu'il fournit. La revue Bisa nèira et les grammaires et dictionnaires de Bonnaud (1978-80, 1989, GGA, NDGFA), malgré leurs nombreuses erreurs méthodologiques et leur présentation peu pédagogique, restent à ce jour les ouvrages les plus exhaustifs sur l'auvergnat moderne. »
Pierre Bonnaud suggère une répartition en trois grandes parties de l'auvergnat : avec un auvergnat méridional, un auvergnat central et un auvergnat septentrional. Il ajoute une quatrième aire pour celle très affectée par l'influence du francoprovençal.
Il souligne aussi une césure importante, voire un découpage plus simple en deux parties, entre l'Ouest et l'Est de l'espace auvergnat.
Il reconnaît aussi d'autres influences importantes comme celle du limousin et du poitevin-saintongeais à l'ouest (« occidentalismes ») jusque dans les Combrailles. Le français sous sa forme du dialecte berrichon, dont il considère le bourbonnais d'oïl comme une variété, influence tout le nord de l'espace à partir du nord du Puy-de-Dôme. Des influences plus ténues de dialectes gallo-italiques arrivent aussi par la même route / axe que le francoprovençal, à savoir depuis l'Est et la route de Lyon.
Pierre Bonnaud en plus de son rôle d'étude et promotion de l'auvergnat, a également réalisé un grand nombre de travaux sur les textes et auteurs de la littérature dialectale en Auvergne de ses origines à nos jours.

#### Poitevin-saintongeais

Carte des langues en Bretagne et dans les régions voisines selon Pierre Bonnaud.

D'origine saintongeaise par son père, il s'intéresse au poitevin-saintongeais dont il vulgarise le nom à la SEFCO (Société d'Études Folkloriques du Centre-Ouest) dès le début des années 1970. Il propose au début des années 1970 un système orthographique pour le poitevin-saintongeais, adapté de celui qu'il avait proposé pour l'auvergnat appelé écriture auvergnate unifiée. Ce système graphique n'est néanmoins pas utilisé par les locuteurs de la langue en question.

#### Système graphique
En 1973, Pierre Bonnaud met au point une nouvelle codification pour l'auvergnat, l'écriture auvergnate unifiée. Elle est critiquée par certains chercheurs et écrivains occitanistes. Son usage est restreint en comparaison avec la norme classique de l'occitan.
Elle a fait l'objet d'adaptations par le même auteur pour le poitevin-saintongeais et les parlers septentrionaux du languedocien (dit « guyennais » par Pierre Bonnaud), mais elles n'ont jamais été concrétisées et utilisées par les auteurs de cette langue de transition et de cet autre dialecte occitan.

## Publications
Liste non exhaustive de ses ouvrages.

### Géohistoire

#### Ouvrages
- Terres et langages, peuples et régions, Thèse d'État (Doctorat ès lettres, géographie humaine, géohistoire), Université Blaise-Pascal, Clermont-Ferrand, CTA, 2 volumes (volume I : 678 pages ; volume II : 474 pages), 1981.
- De l'Auvergne : 2600 ans au cœur de la Gaule et de la France centrale : Essai géo-historique pour une réflexion sur l'aménagement du territoire, Nonette, Éditions Créer, 2003, 318 p. (ISBN 2-84819-001-9), [lire en ligne].
- Lexique identitaire de l'Auvergne, 2 volumes in Bïzà Neirà - no 127/128, Cercle Terre d'Auvergne Chamalières, 2005, [lire en ligne]
- (en) Pierre Bonnaud, « Peopling and Origins of Settlement », Themes in the Historical Geography of France (dir. Hugh D. Clout, Université de Londres), Londres, New York, San Francisco, Academic Press,‎ 1977 (ISBN 0-12-175850-8, lire en ligne)

#### Articles
Liste non-exhaustive
- Pierre Bonnaud, « Géographie linguistique, linguistique géographique, géographie : l'exemple de l'Auvergne », Revue d'Auvergne, Clermont-Ferrand, Alliance universitaire d'Auvergne – Société des amis des universités, vol. 87,‎ 1974, p. 287-339 (ISSN 0035-1008).
- La Limagne, les Limagnes, série d'articles in Bïzà Neirà (no 56 à 59 - 64), 1987-1989.  (ISSN 0398-9453).
- La topographie et les propriétés du sol dans la toponymie des lieux habités de l'Auvergne, in Nouvelle revue d'Onomastique ; no 3-4, 1984.  (ISSN 0755-7752). [lire en ligne]
- « Témoignages onomastiques de l’évolution linguistique et de son contexte humain en Auvergne et aux environs », Actes des colloques de la Société française d'onomastique, Paris, Société française d'onomastique, vol. 3,‎ 1982, p. 69-90 (lire en ligne)

### Langues

#### Au sujet de l'auvergnat
- Anthologie du théâtre auvergnat, Clermont-Ferrand, CTA, 1981.
- Pierre Bonnaud, Marie-France Gouguet, Karl-Heinz Reichel, Abrégé de grammaire des parlers du nord-est de l'Auvergne, CTA Clermont-Ferrand 1987.  (ISSN 0335-850X).
- Écrire l'auvergnat - Écriture auvergnate unifiée. Origines, principes, conventions ; Clermont-Ferrand, CTA, 1982.  (ISSN 0335-850X).
- Introduction générale à l'onomastique d'après l'exemple du fichier onomastique de l'Auvergne (FOA), Annales du centre régional de documentation pédagogique de Clermont-Ferrand, collection Documents régionaux, Centre régional de documentation pédagogique d'Auvergne (CRDP), Clermont-Ferrand, 1979.
- Nouveau dictionnaire général français-auvergnat, Nonette, Éditions Créer, 1999, 776 p. (ISBN 2-909797-32-5) (aperçu limité en ligne).
- Grammaire générale de l’auvergnat à l’usage des arvernisants, coll. Eubransa /Travaux, Cercle Terre d’Auvergne, Chamalières 1992.  (ISSN 0398-9488).
- Textes populaires clermontois du XIXe siècle en auvergnat, Cercle Terre d'Auvergne, Chamalières, 1976.
- « La topographie et les propriétés du sol dans la toponymie des lieux habités de l'Auvergne », Nouvelle revue d'onomastique, Paris, Société français d'onomastique, vol. 3-4,‎ 1984, p. 5-22 (lire en ligne)

#### Au sujet de l'occitan (général)
- (fr + oc) Pierre Bonnaud, Pour aider à lire et écrire le nord occitan, Institut d'études occitanes, coll. « Supplément aux Cahiers pédagogiques de l'Institut d'études occitanes », 1969, 42 p. (SUDOC 008951101).
- (oc) Piare Bonnaud, "Los limits regionaus de França. Un problèma d'ensems" in Obradors 1 (Article), -, janvier 1969.
- L'espace culturel occitano-catalan devant la géographie, Institut d'études occitanes, coll. « Cahiers pédagogiques de l'Institut d'études occitanes », Toulouse, 1969 sudoc.
- (oc) Biai auvernhat de parlâ din le mitan deu Barbounez d'oc, entre leù buo de la Couleta e là Fortarà e mo de que relouvâ queu parlâ [« Traits auvergnats dans les parlers du centre du Bourbonnais d'oc entre la forêt des Colettes et la Forterre et comment réhabiliter ces parlers »], Montélimar, VIIe Congrès international de langue et de littérature d'oc et d'études franco-provençales de Montélimar, 1976.

#### Au sujet du poitevin-saintongeais
- Pierre Bonnaud, Postface, dans : Éric Nowak, Histoire et géographie des parlers poitevins et saintongeais, 2010, Édition des régionalismes / Pyrémonde.  (ISBN 2-84618-677-4).
- Pierre Bonnaud, Postface, dans : Éric Nowak, Tiuvrailles / Semailles, recueil de poèmes bilingue poitevin / français, 2014, Édition des régionalismes / Pyrémonde. (Dans l'orthographe de l'auteur.) (ISBN 978-2-8240-0246-0)
- Pierre Bonnaud, « Toponymes dialectaux de type occitan et méridional dans les Charentes », Revue internationale d'onomastique, Paris, vol. 26-1,‎ 1974, p. 17-49 (lire en ligne)

#### Au sujet de l'espace médioroman
- « Médioroman, Médioromanie » ([notice]), Lexique identitaire de l'Auvergne, Chamalières, Cercle Terre d'Auvergne,‎ 2005 (lire en ligne).
- Pierre Bonnaud, Antoine Paillet, Serge Soupel, « Positions : le concept de Médioromanie, identité culturelle de la France médiane », Médioromanie. Etudes sur la France médiane, Souvigny, Groupe de Souvigny, vol. 1,‎ 2001 (ISBN 978-2-9534338-2-1).
- Pierre Bonnaud (dir.), Ni le Nord, ni le Midi : réalités discrètes et tenaces de la France médiane. Esquisse d'un fait de civilisation, Souvigny, Groupe de Souvigny, 2004, 80 p.
- « Permanence indigène et permanences de l'acculturation dans le Centre-Ouest de la France », Revue géographique de l'Est, Nancy, Université de Lorraine, vol. 23-3-4 « Permanences et survivances dans les paysages ruraux »,‎ 1983, p. 309-329 (e-ISSN 2108-6478, lire en ligne)
- « Les noms de lieux et de famille, "grands témoins" de la France médiane », Médioromanie. Etudes sur la France médiane, Souvigny, Groupe de Souvigny, vol. 1,‎ 2001, p. 55-64 (ISBN 978-2-9534338-2-1).